# The Troggs
A Troggs egy klasszikus angol rock együttes. Legismertebb számuk a "Wild Thing", amely első helyezést ért el a Billboard 100-as slágerlistán, illetve második helyezést az angol slágerlistán. Ezt a dalt eredetileg az amerikai Chip Taylor szerezte, de a Troggs előadásában lett népszerű. Frontembere Reg Presley énekes volt, aki 2013-ban hunyt el.

## Története
Az együttes a British Invasion időszakában, 1964-ben alakult meg Andoverben. Garázsrockot, pop rockot és proto-punkot játszanak.  Eredetileg "The Troglodytes" néven tevékenykedtek, ennek a szónak a rövidítéséből alakult meg végül a "Troggs" név. A zenekar a mai napig (2020) aktív.

## Tagjai
Alapítója és frontembere Reg Presley énekes volt.

### Jelenlegi tagjai
- Chris Britton
- Pete Lucas
- Dave Maggs,
- Chris Allen

## Kiadói
- Page One Records,
- Fontana Records,
- Atco Records,
- PRT Records,
- Penny Farthing Records,
- CBS Records

## Diszkográfia
- From Nowhere / Wild Thing (1966)
- Trogglodynamite (1967)
- Cellophane (1967)
- Mixed Bag / Hip Hip Hooray (1968)
- Troggs (1975)
- The Trogg Tapes (1976)
- Black Bottom (1981)
- AU (1990)
- Athens Andover (1992)